# Festival de la Canción de Eurovisión 1971
El XVI Festival de la Canción de Eurovisión tuvo lugar el 3 de abril de 1971 en Dublín. La victoria fue para el principado de Mónaco, quien ganaba por primera y última vez el festival hasta la fecha, con el tema "Un Banc, Un Arbre, Une Rue" con la cantante francesa Séverine. Por primera y única vez se otorgó también un premio a las segunda y tercera clasificadas: Karina (España) y Katja Ebstein (Alemania Occidental).
En esta edición se deroga la regla anterior que solo permitía participar a solistas y dúos acompañados por coros, y se introduce la limitación de que cada país podrá subir a escena hasta seis personas en total, tengan la función que tengan, intérpretes principales, coristas, músicos, bailarines, etc. Esta regla permanece vigente hasta la actualidad.

## Países participantes

### Canciones y selección
| País y TV               | Título original de la canción         | Artista                       | Proceso y fecha de selección                                       |
| País y TV               | Traducción al español                 | Idiomas                       | Proceso y fecha de selección                                       |
| ----------------------- | ------------------------------------- | ----------------------------- | ------------------------------------------------------------------ |
| Alemania Occidental ARD | Diese Welt                            | Katja Ebstein                 | Ein lied für Dublin 1971, 27-02-1971                               |
| Alemania Occidental ARD | Este mundo                            | Alemán                        | Ein lied für Dublin 1971, 27-02-1971                               |
| Austria ORF             | Musik                                 | Marianne Mendt                | Elección Interna                                                   |
| Austria ORF             | Música                                | Alemán vienés                 | Elección Interna                                                   |
| Bélgica BRT             | Goiemorgen, morgen                    | Lily Castel & Jacques Raymond | Canzonissima 1971, 06-02-1971                                      |
| Bélgica BRT             | Buenos días, mañana                   | Neerlandés                    | Canzonissima 1971, 06-02-1971                                      |
| España TVE              | En un mundo nuevo                     | Karina                        | Pasaporte a Dublín 1971, 30-12-1970 (canción elegida internamente) |
| España TVE              | -                                     | Español                       | Pasaporte a Dublín 1971, 30-12-1970 (canción elegida internamente) |
| Finlandia YLE           | Tie uuteen päivään                    | Markku Aro & Koivistolaiset   | Euroviisut 1971, 13-02-1971                                        |
| Finlandia YLE           | El camino a un nuevo día              | Finés                         | Euroviisut 1971, 13-02-1971                                        |
| Francia ORTF            | Un jardin sur la terre                | Serge Lama                    | Final Nacional 1971                                                |
| Francia ORTF            | Un jardín en la Tierra                | Francés                       | Final Nacional 1971                                                |
| Irlanda RTÉ             | One Day Love                          | Angela Farrell                | Final Nacional, 28-02-1971                                         |
| Irlanda RTÉ             | Un dia amor                           | Inglés                        | Final Nacional, 28-02-1971                                         |
| Italia RAI              | L'amore è un attimo                   | Massimo Ranieri               | Elección Interna                                                   |
| Italia RAI              | El amor es un momento                 | Italiano                      | Elección Interna                                                   |
| Luxemburgo CLT          | Pomme, Pomme, Pomme                   | Monique Melsen                | Elección Interna                                                   |
| Luxemburgo CLT          | Manzana, manzana, manzana             | Francés                       | Elección Interna                                                   |
| Malta TMC               | Marija L-Maltija                      | Joe Grech                     | Final Nacional 1971                                                |
| Malta TMC               | María la maltesa                      | Maltés                        | Final Nacional 1971                                                |
| Mónaco MTPBS            | Un banc, un arbre, une rue            | Séverine                      | Elección Interna                                                   |
| Mónaco MTPBS            | Un banco, un árbol, una calle         | Francés                       | Elección Interna                                                   |
| Noruega NRK             | Lykken er                             | Hanne Krogh                   | Melodi Grand Prix 1971, 20-02-1971                                 |
| Noruega NRK             | La felicidad es...                    | Noruego                       | Melodi Grand Prix 1971, 20-02-1971                                 |
| Países Bajos NOS        | Tijd                                  | Saskia & Serge                | Nationaal Songfestival 1971, 24-02-1971                            |
| Países Bajos NOS        | Tiempo                                | Neerlandés                    | Nationaal Songfestival 1971, 24-02-1971                            |
| Portugal RTP            | Menina do alto da serra               | Tonicha                       | Festival da Canção 1971, 11-02-1971                                |
| Portugal RTP            | Chica de la alta sierra               | Portugués                     | Festival da Canção 1971, 11-02-1971                                |
| Reino Unido BBC         | Jack in the Box                       | Clodagh Rodgers               | A Song for Europe, 20-02-1971                                      |
| Reino Unido BBC         | Caja sorpresa                         | Inglés                        | A Song for Europe, 20-02-1971                                      |
| Suecia SR               | Vita vidder                           | Family Four                   | Melodifestivalen 1971, 27-02-1971                                  |
| Suecia SR               | Extensiones blancas                   | Sueco                         | Melodifestivalen 1971, 27-02-1971                                  |
| Suiza SSR SRG           | Les illusions de nos vingt ans        | Peter, Sue & Marc             | Elección Interna                                                   |
| Suiza SSR SRG           | Las ilusiones de nuestros veinte años | Francés                       | Elección Interna                                                   |
| Yugoslavia JRT          | Tvoj dječak je tužan                  | Krunoslav Slabinac            | Pjesma Eurovizije 1971                                             |
| Yugoslavia JRT          | Tu chico está triste                  | Croata                        | Pjesma Eurovizije 1971                                             |

## Resultados
| #  | País                | Intérprete(s)                 | Canción                          | Lugar | Puntos |
| -- | ------------------- | ----------------------------- | -------------------------------- | ----- | ------ |
| 01 | Austria             | Marianne Mendt                | «Musik»                          | 16    | 66     |
| 02 | Malta               | Joe Grech                     | «Marija l-Maltija»               | 18    | 52     |
| 03 | Mónaco              | Séverine                      | «Un banc, un arbre, une rue»     | 1     | 128    |
| 04 | Suiza               | Peter, Sue & Marc             | «Les illusions de nos vingt ans» | 12    | 78     |
| 05 | Alemania Occidental | Katja Ebstein                 | «Diese Welt»                     | 3     | 100    |
| 06 | España              | Karina                        | «En un mundo nuevo»              | 2     | 116    |
| 07 | Francia             | Serge Lama                    | «Un jardin sur la terre»         | 10    | 82     |
| 08 | Luxemburgo          | Monique Melsen                | «Pomme, pomme, pomme»            | 13    | 70     |
| 09 | Reino Unido         | Clodagh Rodgers               | «Jack in the Box»                | 4     | 98     |
| 10 | Bélgica             | Lily Castel & Jacques Raymond | «Goeiemorgen, morgen»            | 15    | 68     |
| 11 | Italia              | Massimo Ranieri               | «L'amore è un attimo»            | 5     | 91     |
| 12 | Suecia              | Family Four                   | «Vita vidder»                    | 6     | 85     |
| 13 | Irlanda             | Angela Farrell                | «One day love»                   | 11    | 79     |
| 14 | Países Bajos        | Saskia & Serge                | «Tijd»                           | 7     | 85     |
| 15 | Portugal            | Tonicha                       | «Menina do alto da serra»        | 9     | 83     |
| 16 | Yugoslavia          | Kruno Slabinac                | «Tvoj dječak je tužan»           | 14    | 68     |
| 17 | Finlandia           | Markku Aro & Koivistolaiset   | «Tie uuteen päivään»             | 8     | 84     |
| 18 | Noruega             | Hanne Krogh                   | «Lykken er»                      | 17    | 65     |

## Votación

### Sistema de votación
Cada jurado estaba formado solo por dos personas, cada una de las cuales tenía que puntuar de 1 a 5
todas las canciones participantes. El jurado se encontraba en el estudio por lo que no había que hacer conexiones telefónicas con diferentes países. Este nuevo sistema de votación, que duró hasta 1973, presentaba el problema de que muchos jurados podían realizar votos tácticos, otorgando una pequeña suma de votos en total y esperando recibir muchos votos, lo que en algunos casos podría observarse como un modo de beneficiar a las canciones de sus propios países. A modo de ejemplo, Luxemburgo concedió solo 43 puntos al resto de países, mientras que Francia concedió 107 puntos. Cada jurado estaba formado solo por dos personas, cada una de las cuales tenía que puntuar de 1 a 5 todas las canciones participantes.

### Tabla de votación

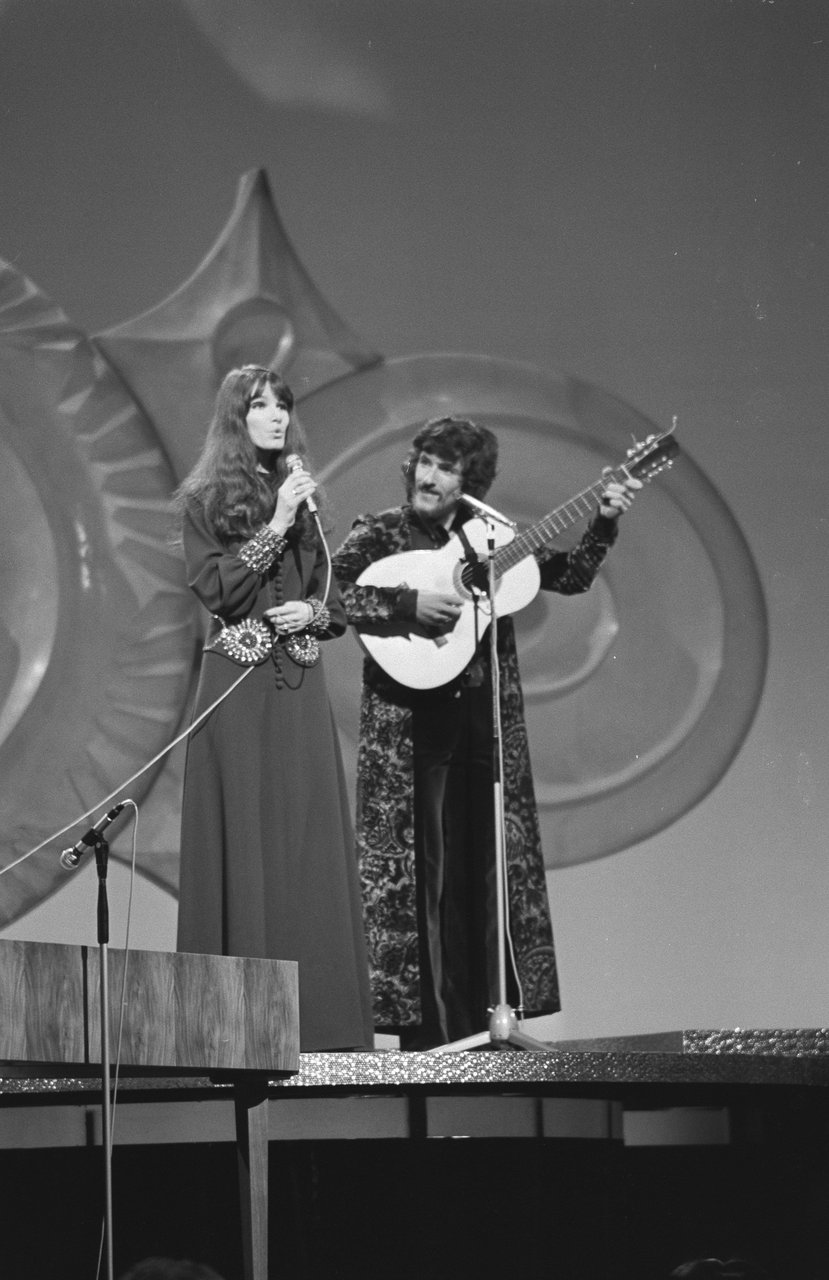
El dúo Saskia & Serge obtuvieron el sexto lugar.

| Bandera de Austria                   | Bandera de Malta | Bandera de Mónaco | Bandera de Suiza | Bandera de Alemania Occidental | Bandera de España | Bandera de Francia | Bandera de Luxemburgo | Bandera del Reino Unido | Bandera de Bélgica | Bandera de Italia | Bandera de Suecia | Bandera de Irlanda | Bandera de los Países Bajos | Bandera de Portugal | Bandera de Yugoslavia | Bandera de Finlandia | Bandera de Noruega |   |    |
| Participantes                        | Austria          |                   | 3                | 5                              | 2                 | 7                  | 2                     | 3                       | 2                  | 3                 | 3                 | 6                  | 4                           | 6                   | 3                     | 5                    | 4                  | 3 | 5  |
| Participantes                        | Malta            | 4                 |                  | 2                              | 2                 | 3                  | 5                     | 3                       | 2                  | 3                 | 4                 | 4                  | 2                           | 4                   | 5                     | 2                    | 2                  | 3 | 2  |
| Participantes                        | Mónaco           | 4                 | 5                |                                | 10                | 10                 | 2                     | 8                       | 4                  | 8                 | 10                | 4                  | 10                          | 9                   | 9                     | 8                    | 10                 | 7 | 10 |
| Participantes                        | Suiza            | 5                 | 5                | 4                              |                   | 6                  | 2                     | 6                       | 2                  | 6                 | 3                 | 7                  | 4                           | 5                   | 5                     | 6                    | 4                  | 4 | 4  |
| Participantes                        | Alemania         | 6                 | 5                | 7                              | 6                 |                    | 8                     | 8                       | 2                  | 6                 | 7                 | 6                  | 6                           | 5                   | 5                     | 7                    | 7                  | 5 | 4  |
| Participantes                        | España           | 4                 | 8                | 10                             | 5                 | 7                  |                       | 10                      | 4                  | 7                 | 4                 | 5                  | 6                           | 9                   | 6                     | 7                    | 7                  | 9 | 8  |
| Participantes                        | Francia          | 3                 | 2                | 8                              | 8                 | 5                  | 5                     |                         | 2                  | 5                 | 3                 | 4                  | 4                           | 6                   | 9                     | 5                    | 5                  | 3 | 5  |
| Participantes                        | Luxemburgo       | 2                 | 7                | 6                              | 3                 | 2                  | 4                     | 5                       |                    | 6                 | 3                 | 3                  | 2                           | 5                   | 3                     | 6                    | 4                  | 5 | 4  |
| Participantes                        | Reino Unido      | 4                 | 8                | 8                              | 6                 | 5                  | 2                     | 8                       | 4                  |                   | 8                 | 3                  | 5                           | 7                   | 5                     | 7                    | 6                  | 6 | 6  |
| Participantes                        | Bélgica          | 3                 | 2                | 5                              | 4                 | 2                  | 2                     | 5                       | 2                  | 6                 |                   | 3                  | 5                           | 4                   | 6                     | 6                    | 3                  | 6 | 4  |
| Participantes                        | Italia           | 4                 | 6                | 9                              | 8                 | 6                  | 6                     | 9                       | 2                  | 6                 | 2                 |                    | 7                           | 6                   | 2                     | 3                    | 8                  | 2 | 5  |
| Participantes                        | Suecia           | 7                 | 4                | 4                              | 9                 | 4                  | 2                     | 5                       | 2                  | 5                 | 6                 | 6                  |                             | 3                   | 9                     | 3                    | 6                  | 4 | 6  |
| Participantes                        | Irlanda          | 7                 | 6                | 6                              | 3                 | 4                  | 5                     | 7                       | 2                  | 6                 | 3                 | 6                  | 2                           |                     | 5                     | 4                    | 5                  | 4 | 4  |
| Participantes                        | Países Bajos     | 6                 | 2                | 6                              | 5                 | 4                  | 5                     | 7                       | 2                  | 5                 | 2                 | 5                  | 6                           | 5                   |                       | 9                    | 5                  | 6 | 8  |
| Participantes                        | Portugal         | 4                 | 3                | 6                              | 2                 | 5                  | 10                    | 8                       | 5                  | 6                 | 4                 | 4                  | 2                           | 3                   | 5                     |                      | 6                  | 5 | 5  |
| Participantes                        | Yugoslavia       | 6                 | 2                | 4                              | 2                 | 7                  | 6                     | 6                       | 2                  | 3                 | 2                 | 5                  | 2                           | 5                   | 4                     | 4                    |                    | 3 | 5  |
| Participantes                        | Finlandia        | 4                 | 4                | 4                              | 4                 | 4                  | 3                     | 4                       | 2                  | 10                | 10                | 2                  | 4                           | 6                   | 3                     | 8                    | 6                  |   | 6  |
| Participantes                        | Noruega          | 3                 | 3                | 6                              | 4                 | 2                  | 2                     | 5                       | 2                  | 7                 | 6                 | 2                  | 2                           | 7                   | 2                     | 5                    | 4                  | 3 |    |
| LA TABLA ESTÁ ORDENADA POR APARICIÓN |                  |                   |                  |                                |                   |                    |                       |                         |                    |                   |                   |                    |                             |                     |                       |                      |                    |   |    |

### Máximas puntuaciones
Tras la votación los países que recibieron 10 puntos (máxima puntuación que podía otorgar el jurado) fueron:
| N.º | A         | De                                                               |
| --- | --------- | ---------------------------------------------------------------- |
| 6   | Mónaco    | Suiza, Alemania Occidental, Bélgica, Suecia, Yugoslavia, Noruega |
| 2   | España    | Francia, Mónaco                                                  |
| 2   | Finlandia | Reino Unido, Bélgica                                             |
| 1   | Portugal  | España                                                           |

Nota: El jurado belga otorgó tanto a Mónaco como a Finlandia 10 puntos (tenemos que saber que todos los países podían votar tanto 10, 9, 8, ...puntos repetidas veces)

## Incidencias
Durante la actuación de Karina no se oyeron las primeras palabras del tema: «Sólo al final del camino». Aunque se dijo que fue por olvido o nervios de la cantante, se debió a un problema técnico[cita requerida].